# SCIgen
SCIgen és un programa d'ordinador que genera de manera automàtica documents sense sentit en forma de notícies sobre recerca en informàtica, incloent gràfics, estadístiques i cites.
El 2005, SClgen fou objecte de controvèrsia quan generà un document: Rooter, A Methodology for the Typical Unification of Access Points and Redundancy, que fou acceptat pel congrés WMSCI 2005 i els autors hi van ser convidats a parlar. Posteriorment, quan es va saber que era una broma, es va retirar l'acceptació.

## Una mostra
Una mostra d'un fragment de text redactat per SClgen:
Abstract The software engineering method to the Turing machine is defined not only by the simulation of telephony, but also by the essential need for 802.11 mesh networks. In this paper, we validate the understanding of expert systems, which embodies the typical principles of complexity theory. In this position paper, we use distributed methodologies to confirm that the acclaimed stable algorithm for the emulation of B-trees by V. Mahadevan et al. [1] runs in Q(n) time.
Bru, P. P., Johnson, G., Nehru, W., Jones, X., and Simon, H. «Decoupling Byzantine fault tolerance from architecture in the Internet». A: Proceedings of WMSCI (desembre 2002).